# WUK (centre culturel et artistique)

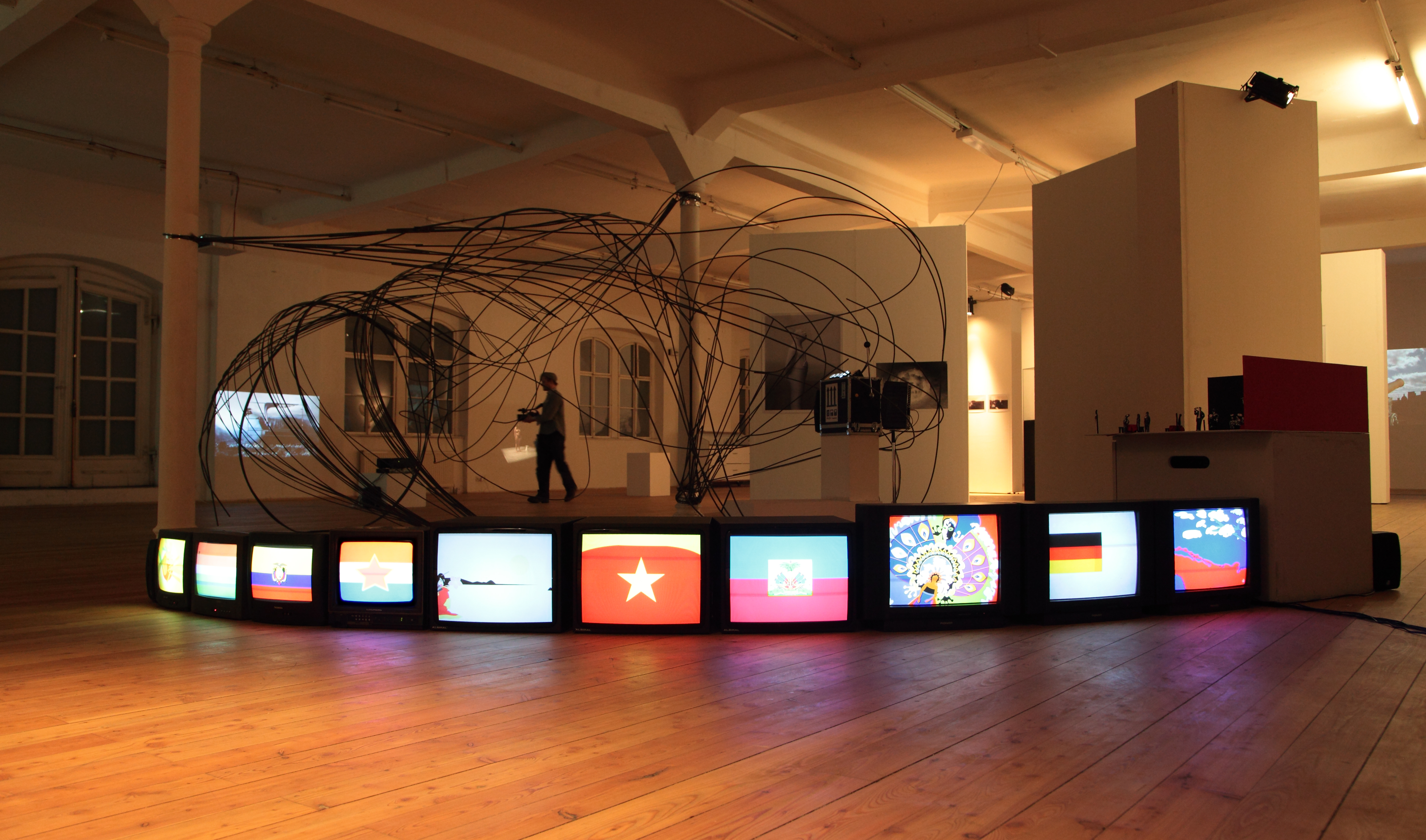
Galerie d'art Exnergasse au WUK

Le WUK (Atelier et Maison de la Culture) est un centre culturel alternatif installé dans un bâtiment historique du quartier Alsergrund de Vienne, qui a abrité à son origine en 1855 une usine de fabrication de locomotives. Avec plus de 12 000 mètres carrés de surface au sol, c'est l'une des plus grandes installations de ce type en Europe. Le WUK se compose essentiellement d'un centre d'arts et de culture, du centre de formation et d'accompagnement professionnel et du centre socioculturel.

## Le bâtiment
Le bâtiment est un site industriel de 12 000 m², construit en 1855, par l'architecte Karl Tietz, pour l'industriel Georg Sigl. Il s'agit d'un bâtiment de briques et fonte. Les éléments en fonte sont décorés d'ornements végétaux. 
Dans un premier temps, l'usine produits différentes machines. La construction de locomotive arrive tardivement. Le bâtiment résidentiel néo-Renaissance avec des éléments italianisants est construit en 1866.    Josef Geiger conçoit les peintures du plafond. Les ateliers restent sobres et plutôt simples. 
En 1873,  Georg Sigl fait faillite. En 1885, le bâtiment est cédé au Musée du Commerce Technologique (TGM). Il abrite un musée et une école technique. En 1970, il n'y a plus aucune activité dans le bâtiment. La ville de Vienne est propriétaire des lieux.   
Les bâtiments sont promis à la démolition pour laisser place à de nouvelles constructions. L'Association pour la création de maisons culturelles et d'ateliers (WUK) est créée. Après de nombreuses négociations, des étudiants en architecture obtiennent la clé en 1981, pour évaluer l'état du bâtiment. Le bâtiment est aussitôt occupé.  
La cérémonie d'ouverture a lieu les 3 octobre et 20 novembre 1982, dans des salles délabrées et non chauffées. Les toits et les sols sont endommagés. Eleonore Kleindienst, ingénieure gère le projet de rénovation et définit la destination en fonction des futurs usages du lieu. L'état fédéral prend en charge les travaux d'urgence. Ute Fragner fait partie des pionnières du centre culturel WUK. 
Le WUK s'engage sur les questions sociales et crée un centre de formation pour les jeunes au chômage. Les premiers projets de formation concernent la rénovation du bâtiment. Le bâtiment est petit à petit opérationnel.  
Après rénovation, le site comportent un ensemble de trois blocs, construits à des époques différentes.   
En 2020, la ville de Vienne finance la rénovation du bâtiment, des équipements techniques, la protection incendie et l'accessibilité. Un contrat de location de longue est établi entre la ville de Vienne et le WUK. Le projet de rénovation court de 2021 à 2024.  
En 2020, le WUK est une salle de scène et de concert, une galerie d'exposition, une galerie de photos, un atelier, une maison-atelier, un espace de travail pour des groupes sociopolitiques, un lieu de formation et de conseil, un centre et une école pour personnes âgées, un studio de répétition, un studio de danse, un lieu de rencontres interculturelles et une salle de fête. WUK est l'un des plus grands centres socioculturels d'Europe. 200 000 personnes visitent et utilisent le WUK chaque année.  

## Centre de formation et d'accompagnement professionnel
Depuis 1983, ce centre gère et met en place des dispositifs de formation et de conseil pour les personnes défavorisées sur le marché du travail. Sur neuf sites à Vienne et en Basse-Autriche, de nombreux dispositifs et projets soutiennent chaque année les personnes lors de leur entrée dans le monde du travail. Le centre propose un service de conseil, d'orientation professionnelle, de qualification ainsi que des offres d'emploi.

## Centre socioculturel
Le centre socioculturel réuni toutes les autres structures et activités du WUK. Sous l'égide de ses sept pôles autogérés, environ 150 groupes, initiatives et personnes individuelles y sont actives. La gouvernance de ces pôles autonomes est démocratique, le fonctionnement de chaque pôle et les décisions qui le concernent sont à l'ordre du jour de réunions mensuelles. 

### Pôle Arts visuels
Ce pôle abrite, entre autres, treize ateliers de peinture, de graphisme, d'installations, de photographie et de cinéma. Deux studios sont destinés à des artistes invités. Au total, une vingtaine d'artistes y travaille. Outre ces studios, ce pôle comprend la galerie de photos de Vienne. En 1999, IntAkt – Internationale Aktionsgemeinschaft bildender Künstlerinnen, association féministe d'artistes s'installe à WUK.

### Pôle politique et société
Une quarantaine de collectifs en résidence et de collectifs invités sont actifs dans les domaines de la médiation culturelle, de la protection de l'environnement, des personnes âgées, de la solidarité et des droits humains.

### Pôle initiatives interculturelles
Tous les collectifs appartenant à ce pôle s’engagent en faveur de l’égalité des droits et contre le racisme. Les personnes migrantes y reçoivent un soutien, au moyen de dispositifs culturels et artistiques. On compte parmi ces collectifs le collectif d'aide aux réfugiés Asylum in Not, l'Union culturelle africaine, le Centre culturel iranien et la Confédération des initiatives interculturelles à Vienne.

### Pôle enfants et jeunes
Dans ce pôle il y a trois groupes d'enfants, une garderie périscolaire (avec environ 150 enfants), l'école primaire Schulkollektiv Wien et la SchülerInnenschule, un établissement incluant les niveaux élémentaire, collège et lycée, qui comprend également le Werkcollege, un établissement d'enseignement supérieur. Ces établissements d'éducation alternative sont membres de la Communauté européenne d'éducation démocratique. La SchülerInnenschule a accueilli en 1995 la Conférence internationale sur l'éducation démocratique.

### Pôle musique
Dix-sept salles de répétition sont utilisées par une quarantaine de groupes de musique et autres musiciens individuels de tous genres musicaux. Ce pôle comprend également un studio d'enregistrement ouvert.

### Pôle Danse/Théâtre/Spectacle
Une soixantaine d’artistes et artistes invités y travaillent dans trois salles de répétition.

### Pôle ateliers
Une vingtaine de collectifs et de nombreux artistes individuels travaillent dans douze ateliers et neuf studios. Le cadre d'activité est à la fois expérimental et interdisciplinaire, et valorise les savoir-faire traditionnels. On y trouve entre autres des ateliers de fabrication de livres et de papier, de sculpture, de gravure, de menuiserie, de métallurgie, de céramique, de vélos, de motos, de cuir et de textile, ainsi qu'un laboratoire photo.

## Autres institutions du WUK
D'autres structures sont installées dans le bâtiment, sans appartenir à l'association, comme par exemple le Café-Restaurant Statt-Beisl, le FZ Bar et, depuis 1981, le Centre d'information pour les femmes, les lesbiennes, les migrantes et les adolescentes, également connu sous le nom de FZ (pour Frauen-Zentrum, le Centre des femmes). Il s'agit d'un espace distinct, féministe, autonome, public et politique pour les femmes et l'un des plus anciens centres de femmes d'Europe.